# Марджан Сатрапі
Марджа́н Сатрапі́ (фр. Marjane Satrapi, *مرجان ساتراپی‎‎, 22 листопада 1969, Решт) — ірано-французька художниця, ілюстраторка, авторка коміксів, сценаристка і кінорежисерка, дитяча письменниця іранського походження. Авторка феміністичного графічного роману «Персеполіс» (2000—2003), який екранізувала у 2007 році.

## Життєпис
Походила з родини зі середніми статками Ебрахімі. Мати була далекою родичкою Насер-ед-Діна Шаха, котрий правив у Ірані з 1848-1896. Народилася у 1969 році в Решті (провінція Ґілян). Її батьки були противниками монархії, дотримувалися лівих поглядів. Дитиною перебралася з родиною до Тегерану. Тут почала навчатися у школі. Батьки негативно зустріли Ісламську революцію 1979 року, оскільки побоювалися влади фундаменталістів.
Багато її родичів та друзів зазнали переслідувань від ісламістів. Дядько по батьку Марджан — Ануш — був політв'язнем, вимушений був перебратися до СРСР. Під впливом цих подій Сатрапі також стала супротивницею правлячого режиму.
Батьки допомогли Марджан перебратися до Австрії, де вона з 1983 року навчалася у Відні в Французькому ліцеї (Lycée Français de Vienne). Після хвороби на пневмонію 1990 року повернулася до Ірану, щоб вчитися в філіалі ісламського університету Азад в Тегерані. Невдовзі мало не загинула під час бомбардувань Тегерану авіацією Саддама Хусейна під час ірано-іракської війни.
У 1990 році одружилася з ветераном ірано-іракської війни. 1992 року розлучилася. 1994 року перебралася до Страсбурга (Франція), де навчалася у Школі декоративних мистецтв. 1997 року переїздить до Парижу. Тут пошлюбила громадянина Швеції Матіаса Ріпа Mattias Ripa. 2004 року отримав нагороду за альбом коміксів «Вишивки» на Ангулемському фестивалі.
2008 року Марджан Сатрапі перемогла на Каннському кінофестивалі. 2009 року стала почесною докторкою наук від Левенського католицького університету. Того ж року разом з Мохсен Макмалбафом на засіданні Європарламенту висловила протест проти визнання законності виборів іранського президента Махмуда Ахмадінежада.
2017 року під час президентських виборів підтримувала кандидатуру Емануеля Макрона.
Володіє окрім рідної перської, французькою, англійською, шведською, німецькою та італійською мовами.

## Творчість
У доробку Сатрапі є графічний роман (комікс) «Персеполіс» (2000—2003), екранізований 2007 року, графічні романи «Вишивки» (Broderies, 2003), «Курча з чорносливом» (Poulet aux prunes, 2004), «Голоси», «Мудрості та хитрості Персії», «Монстрам не подобається Місяць», «Одіссей в країні дурнів», «Аждар», «Зітхання» (Le Soupir, 2004) французькою та англійськими. За творами «Персеполіс», «Курча з чорносливом» (2010 року — для Венеційського кінофестивалю), «Голоси» Сатрапі зняла фільми, виступаючи режисеркою та сценаристкою.
«Персеполіс» уславив Сатрапі. Це Ісламська революція і ірано-іракська війна очима дівчинки, чиє дитинство пройшло в країні, де до влади прийшли релігійні фундаменталісти, де неугодних репресують і розстрілюють без суду і слідства, а жінку можуть заарештувати за губну помаду або за пасмо волосся, що вибилося з-під хіджабу. За мотивами цього коміксу Сатрапі разом з В. Паронно зняла однойменний фільм.
Фільм «Курча з чорносливом» у 2011 році отримав приз за найкращий художній фільм на міжнародному кінофестивалі в Абу-Дабі (ОАЕ) і приз глядацьких симпатій в Сан-Паулу (Бразилія).
У 2014 г. Сатрапі зняла трилер / фільм жахів з елементами комедії «Голоси». Головну роль виконав Раян Рейнольдс.

## Сатрапі і Україна
У липні 2018 Марджан Сатрапі підтримала петицію Асоціації французьких кінорежисерів на захист ув'язненого у Росії українського режисера Олега Сенцова.

## Нагороди
- 2001: Міжнародний фестиваль графічної прози у Ангулемі, Coup de Coeur Award за «Персеполіс»
- 2002: Міжнародний фестиваль графічної прози у Ангулемі, Prize for Scenario за «Персеполіс» том 2
- 2005: Міжнародний фестиваль графічної прози у Ангулемі, Best Comic Book Award за «Курча з чорносливом»
- 2007: Jury Prize for Persepolis (tied with Silent Light), Cannes Film Festival
- 2007: Best Animation: Los Angeles Film Critics Association
- 2008: Cinema for Peace Award for "Most Valuable Movie of the Year"
- 2008: Gat Perich Award
- 2009: Doctor honoris causa both at the Katholieke Universiteit Leuven and the Université catholique de Louvain from Belgium
- 2013: Noor Iranian Film Festival award for Best Animation Director, for Chicken with Plums